# Робева, Нешка
Не́шка Сте́фанова Ро́бева (болг. Нешка Стефанова Робева) (26 мая 1946, Русе, Болгария) — болгарский тренер по художественной гимнастике и хореограф. Герой Социалистического Труда Народной Республики Болгария. Заслуженный мастер спорта Болгарии.

## Биография

### Спортивная карьера
Нешка Робева пришла в художественную гимнастику очень поздно. Когда ей было 20 лет, её заметила Жулиета Шишманова. Годом ранее Нешка завершила Национальную Балетную Школу в Софии по профилю «фольклорный танец». Менее чем за год после того, как она попала в гимнастический зал, она провела свои дебютные выступления на Чемпионате мира в Копенгагене, заняв 13-е место. С тех пор она была членом болгарской национальной сборной по художественной гимнастике команды до 1973. Принимала участие в четырех Чемпионатах мира (1967, 1969, 1971, 1973).
Стиль её выступлений был динамичным от начала и до конца её карьеры, она всегда уделяла большое внимание фольклорным элементам. В качестве типичного примера можно привести её «Казачок» в упражнениях со скакалкой. Постоянная конкуренция с чемпионкой того времени, Марией Гиговой, оказывала важное влияние на карьеру Нешки Робевой как гимнастки и больше всего как тренера. Будучи всегда второй, Робева, видимо, могла лучше анализировать причины поражений и с еще большем упорством стремиться к победе.

### Тренерская работа
То, что она не смогла сделать в качестве гимнастки, она делала более чем успешно как тренер. Закончив в 1974 Институт спорта (сейчас — Национальная Академия спорта), она оставила свой клуб ЦСКА (София) и перешла, уже в качестве тренера, в «Спартак-Левски». В том же году она была назначена главным тренером национальной сборной Болгарии по художественной гимнастике. Это было началом «новой волны художественной гимнастики». Ученицы Нешки Робевой продолжали появляться, не переставая удивлять судей и аудиторию новыми идеями, новыми техническими способности, новой хореографией, но при этом будучи всегда с большой персональной харизмой. Такими были Илиана Раева, Лилия Игнатова, Анелия Раленкова, Диляна Георгиева, Бианка Панова, Мария Колева, Мария Петрова. Знание о танце и фольклоре, её опыт спортсмена и тренера всегда давали замечательные результаты.
Нешка Робева оставалась главным тренером сборной до 1999. С 1993 до 1997 она была членом Европейского Гимнастического Комитета. В настоящее время — президент клуба художественной гимнастики «Левски».
Робеву не раз критиковали за исключительно жесткое отношение к режиму и дисциплине спортсменок, хотя за почти 25-летнюю тренерскую карьеру воспитанницы Робевой завоевали 294 медали, 7 из них стали абсолютными чемпионками мира, 10 чемпионками Европы.

### Театр
В 2000 году Робева создала труппу из 35 юношей и девушек («National Art»), репертуар которой представлял современную интерпретацию фольклора Болгарии и Балкан.
В 2003 году спектакль «Орисия» Театра Нешки Робевой завоевал Гран-при «Золотой Витязь» на I Международном театральном форуме «Золотой Витязь»/